# 科蘇特 (密西西比州)
科蘇特（英語：Kossuth）是位於美國密西西比州奧爾康縣的村。

## 人口
根據2020年美國人口普查的數據，科蘇特的面積為2.50平方千米，皆為陸地。當地共有人口160人，而人口密度為每平方千米64人。